# Bernd Storch

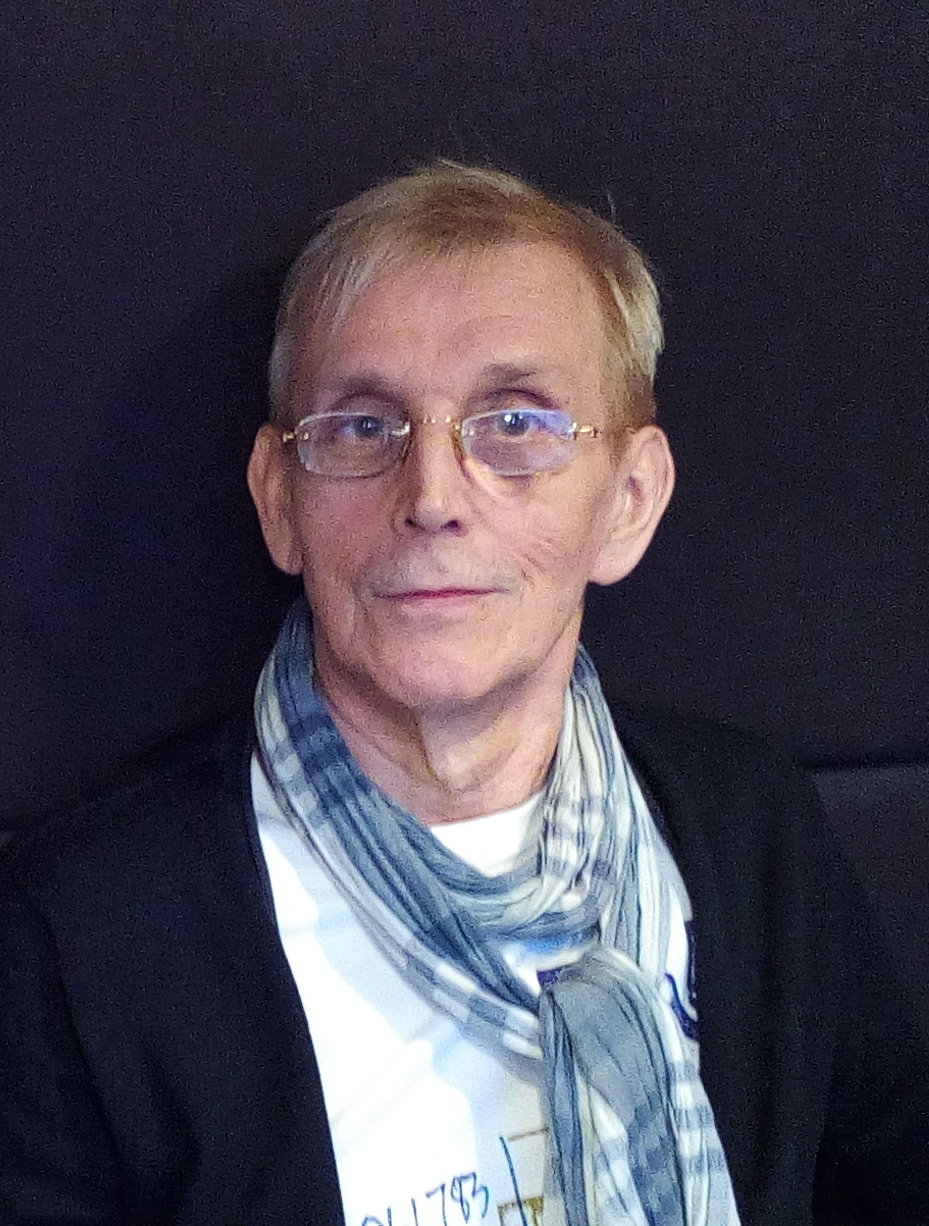
Bernd Storch (2017)

Bernd Storch (* 26. Juni 1947 in Senftenberg; † 5. Februar 2018 in Lauchhammer) war ein deutscher Schauspieler, Hörspielsprecher, Kabarettist und Autor.

## Leben
Bernd Storch wuchs in Senftenberg auf und besuchte dort die Schule. Er erlernte nach seinem Schulabschluss den Beruf eines Maschinisten für Dampf- und Energieerzeugungsanlagen mit Abitur.
Aufgrund seiner Tätigkeit als Statist am damaligen „Theater der Bergarbeiter“ in Senftenberg kam er früh in Berührung mit der Schauspielkunst. Nach einem Studium an der Schauspielschule in Ost-Berlin ging er ans Theater im damaligen Karl-Marx-Stadt. Schon bald erhielt er Angebote von Film und Fernsehen, war in Schwänken und Unterhaltungsshows zu sehen. Seine wohl bekannteste Rolle spielte er als Koch Detlef Hartwig in der Fernsehserie Zur See. Zudem war er umfangreich als Hörspielsprecher im Einsatz. In der ARD-Hörspieldatenbank sind über 100 Produktionen gelistet, in denen er mitgewirkt hat.
Nach der Wiedervereinigung war Storch rund 20 Jahre lang festes Ensemblemitglied des Kabaretts „Die Oderhähne“ in Frankfurt/Oder, nachdem er zuvor beim Tournee-Kabarett „Die Flohrettiche“ tätig war.
Bernd Storch starb im Februar 2018 im Alter von 70 Jahren.

## Filmografie
- 1968: Die Toten bleiben jung
- 1969: Krause und Krupp (TV-Mehrteiler)
- 1969: Djamila
- 1969: Sassiedzki (polnischer Film)
- 1970: Prüfung in Breida
- 1972: Prof. Dr. med. Maria Fabian
- 1973: Wenn die Tauben steigen
- 1974: Polizeiruf 110: Per Anhalter (Fernsehreihe)
- 1974: Zum Beispiel Josef
- 1974: Der Staatsanwalt hat das Wort: Schwester Martina (Fernsehreihe)
- 1974: Die goldene Kuh
- 1975: Das Grashaus
- 1977: Graureiher
- 1977: Zur See (Fernsehserie, 8/9 Folgen)
- 1977: Drei kleine Nachtgestalten
- 1978: Schauspielereien (Fernsehreihe)
- 1978: Der Staatsanwalt hat das Wort: Ich kündige
- 1978: Härtetest (Fernsehfilm)
- 1978: Leise flehen meine Lieder
- 1978: Brandstellen
- 1979: Polizeiruf 110: Walzerbahn
- 1979: Zwischen zwei Sommern
- 1980: Das Rad
- 1980: Oben geblieben ist noch keiner
- 1981: Jahreszeiten
- 1981: Darf ich Petruschka zu dir sagen?
- 1981: Adel im Untergang
- 1981: Verflucht und geliebt
- 1983: Die Last der Berge
- 1984: Und lass dir kein Unrecht gefallen
- 1984: Polizeiruf 110: Schwere Jahre (1. Teil)
- 1985: Die Leute von Züderow (Fernsehserie, alle Folgen)
- 1985: Mein lieber Onkel Hans
- 1987: Die Brummeisenprinzessin
- 1987: Bebel und Bismarck (Fernseh-Dreiteiler)
- 1988: Zahn um Zahn (Fernsehserie, 1 Folge)
- 1990: Polizeiruf 110: Falscher Jasmin

## Hörspiele (Auswahl)
- 1973: Hans Christian Andersen: Die wilden Schwäne (3. Prinz) – Regie: Edgar Kaufmann/Barbara Plensat (Kinderhörspiel – Litera)

## Werke
- Landgang von der Fichte. Der Koch aus Zur See erzählt aus seinem Schauspielerleben, zusammen mit Herausgeber Matthias Stark. BoD, Norderstedt 2017. ISBN 978-3-7431-1003-8